# Shuanghuan Auto

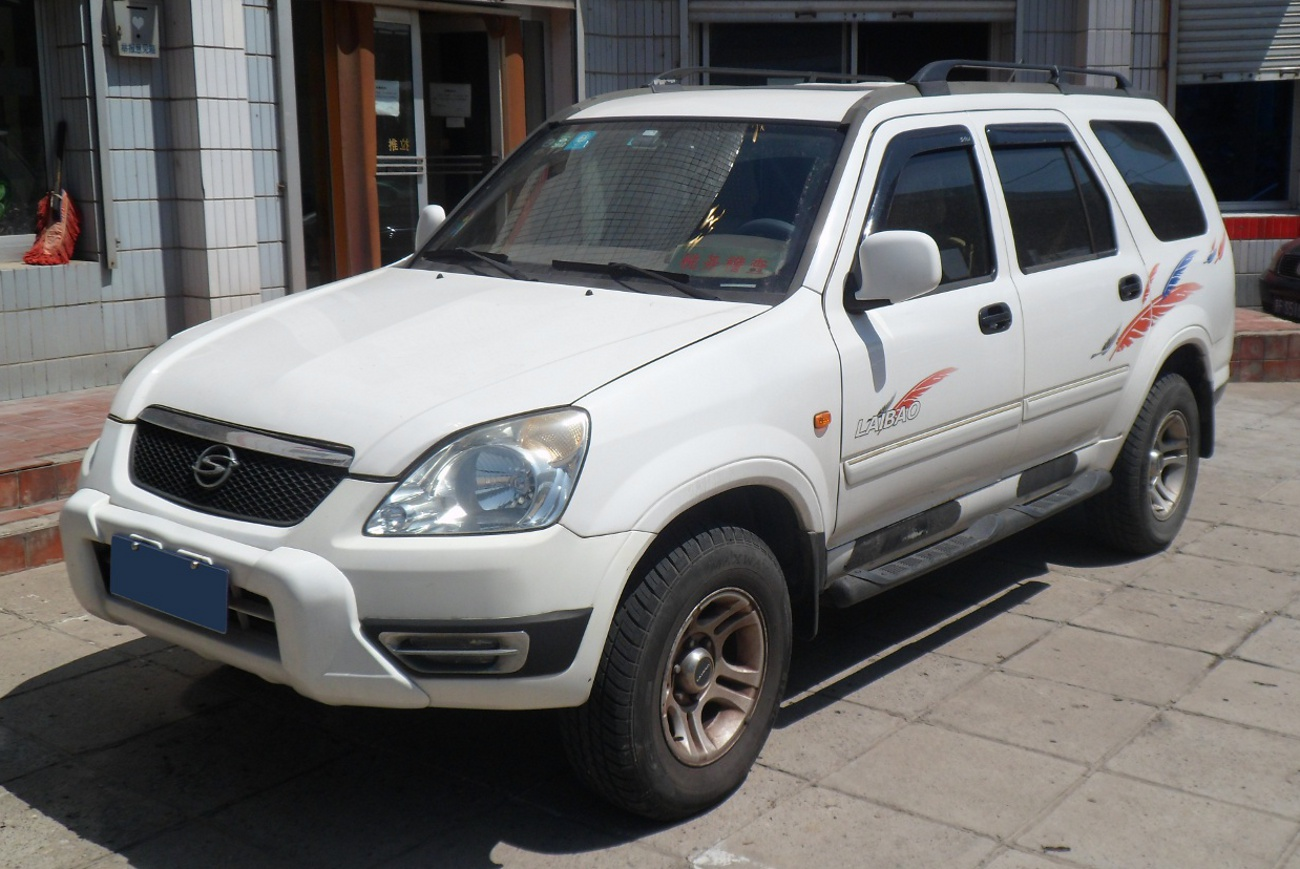
Shuanghuan Laibao

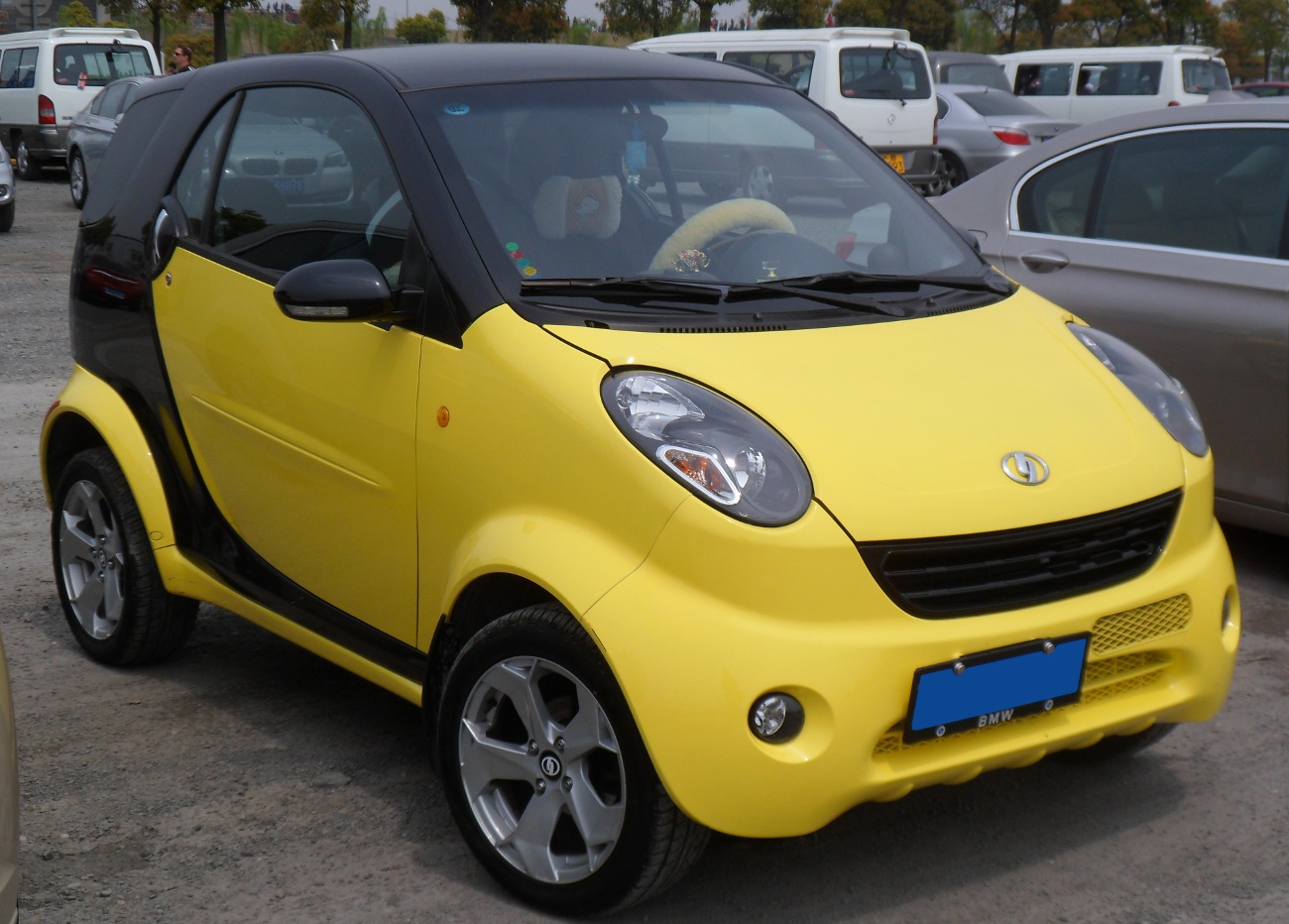
Shuanghuan Noble

Shijiazhuang Shuanghuan Automobile Co., Ltd. – chińskie przedsiębiorstwo branży motoryzacyjnej zajmujące się produkcją samochodów sportowo-użytkowych oraz małych samochodów miejskich.
Spółka powstała w 1988 roku, a jej siedziba mieści się w Shijiazhuang, w prowincji Hebei.
Wielkość produkcji w 2003 roku wyniosła ponad 3000 samochodów.
W 2002 r. przejęła państwowego producenta samochodów Red Star.
W dniu 29 lutego 2016 r. chińskie Ministerstwo Przemysłu i Technologii Informacyjnych zamknęło firmę Shuanghuan i 12 innych producentów samochodów które nie spełniły obowiązkowych ocen produkcji przez dwa kolejne lata.